# Maihar
Maihar è una suddivisione dell'India, classificata come municipality, di 34.347 abitanti, situata nel distretto di Satna, nello stato federato del Madhya Pradesh. In base al numero di abitanti la città rientra nella classe III (da 20.000 a 49.999 persone).

## Geografia fisica
La città è situata a 24° 16' 0 N e 80° 45' 0 E e ha un'altitudine di 366 m s.l.m..

## Società

### Evoluzione demografica
Al censimento del 2001 la popolazione di Maihar assommava a 34.347 persone, delle quali 17.904 maschi e 16.443 femmine. I bambini di età inferiore o uguale ai sei anni assommavano a 5.276, dei quali 2.779 maschi e 2.497 femmine. Infine, coloro che erano in grado di saper almeno leggere e scrivere erano 22.100, dei quali 12.850 maschi e 9.250 femmine.